# Червоний карлик (телесеріал)
«Червоний карлик» (англ. Red Dwarf) — культовий британський науково-фантастичний комедійний телесеріал, який виходив на каналі BBC Two з 1988 до 1999 рік і на каналі Dave з 2009 дотепер. Включає дванадцять повних сезонів (якщо вважати міні-серіал «Повернення на Землю»), прем'єра останнього з яких відбулася в жовтні 2017 року.
Серіал був створений Робом Грантом і Дугом Нейлором. Крім телесеріалу також побачили світ чотири романи, радіоп'єси, два пілотних епізоди для американської версії серіалу, безліч книг, журналів та іншої різноманітної продукції.
Попри те, що події серіалу відбуваються в науково-фантастичному світі, «Червоний карлик» насамперед комедія характерів з науково-фантастичними елементами. Ранні епізоди переважно будувалися на відносинах несхожих персонажів у стилі «дивної парочки». Головними героями стали Дейв Лістер, остання жива людина, і Арнольд Ріммер, голограма його мертвого сусіда по кімнаті. Також серед постійних персонажів є Кіт (людиноподібна істота, що пішла від нащадків кішки Лістера), бортовий комп'ютер Голлі, обслуговуючий механоїд Крайтен і Крістін Кочанскі.
Серіал був тепло зустрінутий критиками і не раз отримував престижні телевізійні премії.

## Сюжет і сеттінг
Основне місце дії — гігантський гірничодобувний космічний корабель «Червоний карлик». Корабель належить Гірській компанії Юпітера, його габарити: 9,7 км в довжину, 6,4 км у висоту, 4,8 км в ширину. У першому епізоді, події якого відбуваються приблизно в XXII столітті, смертельний викид радіації вбиває на кораблі все живе, крім молодшого техніка Дейва Лістера, що знаходився в уповільнювачі часу, і його вагітної кішки Франкенштейн, яка знаходилась у вантажному відсіку. Голлі — бортовий комп'ютер «Червоного карлика» — тримає Лістера в уповільнювачі до тих пір, поки рівень радіації не спаде до безпечного, що займає 3 млн років. Таким чином Лістер фактично виявляється останнім представником людської раси, але не єдиною формою життя на борту судна. Щоб Лістер не зійшов з розуму, Голлі воскрешає у вигляді голограми його сусіда по каюті і безпосереднього начальника Арнольда Ріммера, якого по життю переслідують невдачі. Також на кораблі мешкає людиноподібна істота, знана як Кіт, яке походить від кішки Лістера.
На початку серіалу основним завданням Лістера і його супутників є повернення на Землю. З початком своєї подорожі команда «Червоного карлика» стикається з тимчасовими спотвореннями, подорожжю швидше швидкості світла, мутантами і дивними хворобами, що виникли за останні 3 млн років. На початку другого сезону вони рятують з давно розбитого космічного судна обслуговуючого механоїда Крайтена. Спочатку він повинен був з'явитися лише в одній серії, але для третього сезону його зробили постійним персонажем. В кінці п'ятого сезону «Червоний карлик» був викрадений невідомими і протягом двох сезонів головні герої продовжують подорож на маленькому кораблі «Зоряний жук», побічним результатом чого стала втрата контакту з Голлі. У сьомому сезоні Ріммер залишає екіпаж, щоб вирушити у паралельний всесвіт, де він повинен стати новим «Асом Ріммером» (більш вдалою копією з паралельного світу). Незабаром після цього екіпаж виявляє тунель в паралельний всесвіт, де вони зустрічають Крістін Кочанскі (давню любов Лістера), яка через розрив тунелю змушена приєднатися до екіпажу. В кінці сьомого сезону з'ясувалося, що в крадіжці «Червоного карлика» винні наноботи Крайтена.
У восьмому сезоні за допомогою тих самих наноботів відбувається відновлення «Червоного карлика» разом з його загиблою командою (включаючи Ріммера). Лістера і його супутників звинувачують у катастрофі «Зоряного жука» і контрабанді та засуджують до 18 місяців ув'язнення. Сезон закінчується тим, що космічний вірус поїдає конструкції корабля, що змушує евакуюватися весь екіпаж, крім Ріммера, який намагається знайти засіб проти вірусу, але зустрічається віч-на-віч зі Смертю (вона відразу ж отримує від нього ногою в промежину).
Додатковий сезон «Повернення на Землю» оповідає про події, що сталися через 9 років після подій останньої серії. Кочанскі і Ріммер мертві, останній знову повернутий у вигляді голограми. На судні недостатньо води, намагаючись з'ясувати причину цього, екіпаж натикається на галюциногенного кальмара, чорнила якого змушують екіпаж поринути в іншу реальність, де вони дізнаються, що є просто персонажами телесеріалу і зустрічаються з акторами і творцем серіалу, якого вони вбивають, щоб він не закінчив серіал з ними. Потім вони виявляють, що цей світ є лише галюцинацією. Лістер зустрічає в ній загиблу Кочанскі, яка умовляє його не прокидатися і залишитися з нею, але Лістер вирішує повернутися до своїх друзів.
Починаючи з десятого сезону Лістер знову подорожує з Крайтеном, Котом і Ріммером-голограмою. На момент фіналу дванадцятого сезону не було конкретно підтверджено, чи є Ріммер тим самим, який перемістився в паралельний всесвіт, тим, якого воскресили наноботи, або якимось третім втіленням. За сюжетом він має спогадами всіх цих втілень.

## Основні персонажі і актори

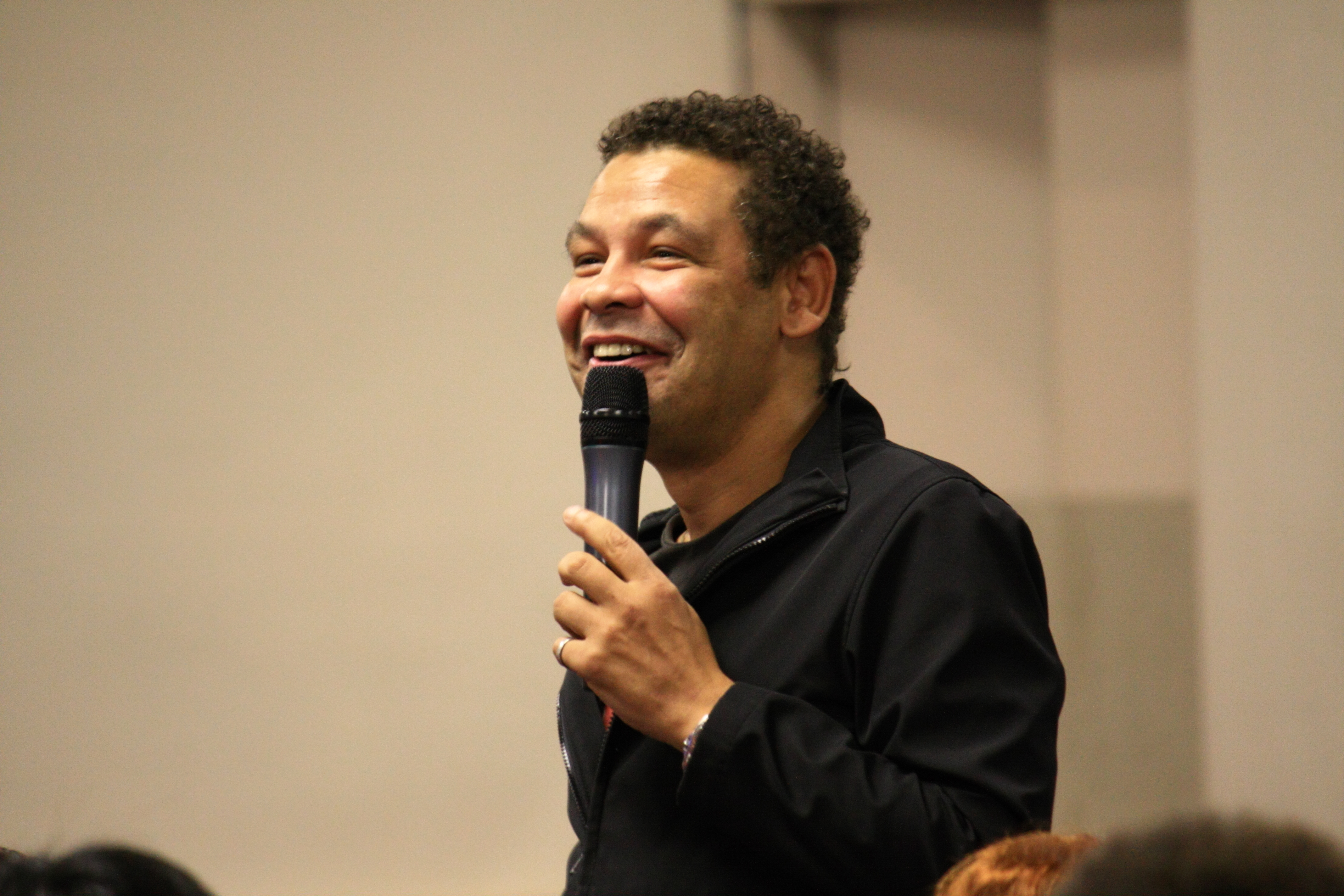
Крейг Чарльз

- Дейв Лістер (Крейг Чарльз[en]). Технік нижчого рангу на борту судна перед аварією, мав мрію повернутися на Землю і завести ферму на Фіджі, але це стало неможливим після аварії на кораблі, що зробила його останнім представником людської раси. Він дуже любить каррі, пиво і свою гітару, хоча не вміє грати. Неохайний і не вирізняється розумом, але сміливий, чесний та добрий. Категорично не бажає кар'єрного зростання. Надалі у нього народжується троє синів — двоє близнюків (один з них гине під час аварії в рубці) і, як не дивно, він сам. Себе-немовля він залишає в барі в коробці з написом «Уроборос». Згідно з пророцтвом Лістер помре у віці 181 року, намагаючись зубами розстебнути ліфчик.

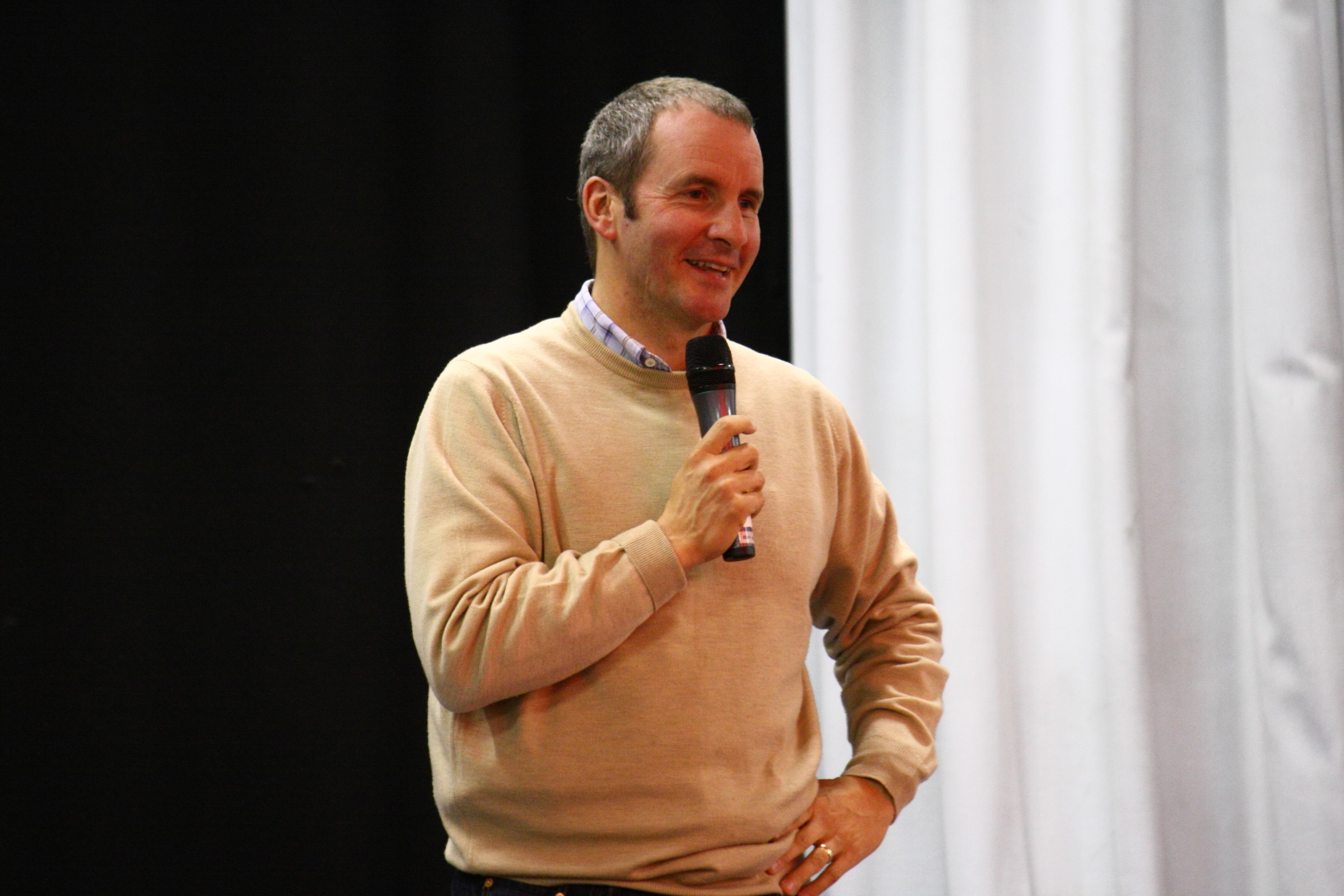
Кріс Баррі

- Арнольд Юда Ріммер (Кріс Баррі[en]) є другим вищим членом екіпажу: метушливий і пихатий бюрократ, невротик, боягуз. Він був відновлений у вигляді голограми, оскільки саме йому Лістер за все своє життя сказав найбільше слів (понад 14 млн.). В 7 сезоні Ріммер покинув екіпаж, щоб стати Асом Ріммером. У 8 сезоні серіалу Ріммера повернули до життя наноботи. В сезоні «Повернення на Землю» Ріммер знову з'являється у вигляді голограми, але не пояснюється чому. У ситуаціях, коли Ріммер приречений, і йому більше нічого втрачати, він може проявити відвагу, наприклад у серії «Only the Good…» він навіть побив Смерть. У Ріммера три брата, які (за їх словами) стали капітанами зорельотів. Він з родини офіцерів, але, як з'ясувалося в серії «The Beginning», його батьком виявився садівник.

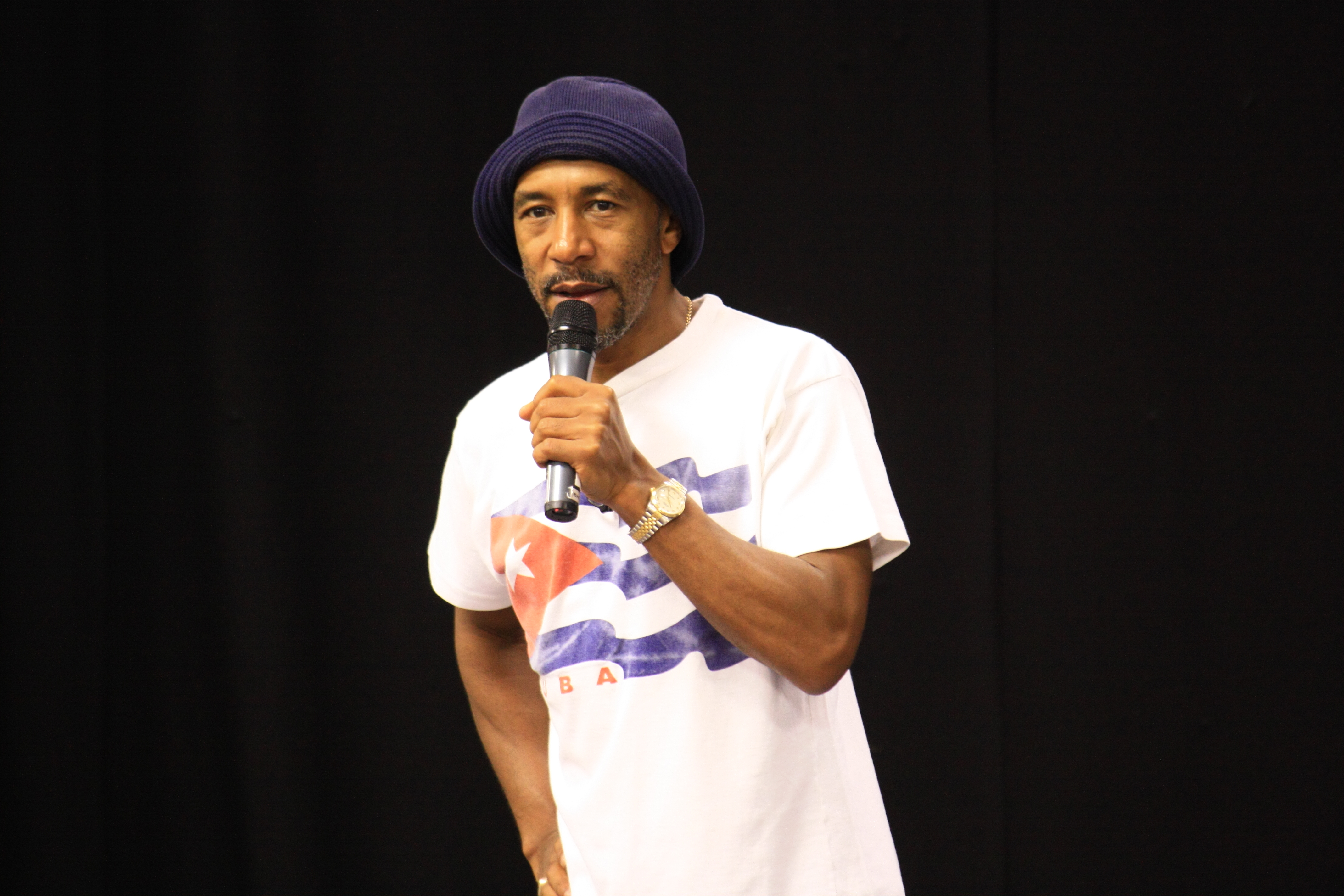
Денні Джон-Джулс

- Кіт (Денні Джон-Джулс[en]). Являє собою істоту, що походить від нащадків Франкенштейна — кішки Лістера. Кіт — егоцентрик, тікає при першому натяку на неприємність, не любить працювати, любить поспати і поїсти і дуже піклується про свій зовнішній вигляд, не прагне до спілкування з іншими членами екіпажу. Однак, з плином часу, він стає все залежнішим від своїх товаришів і тому починає походити на стильну, егоцентричну людину. У серії «Entangled» він говорить, що в його резюме написано: «не допомагає, не прибирає, тільки сексу бажає». Може відчути об'єкти, що знаходяться за межами чутливості сенсорів «Зоряного жука».

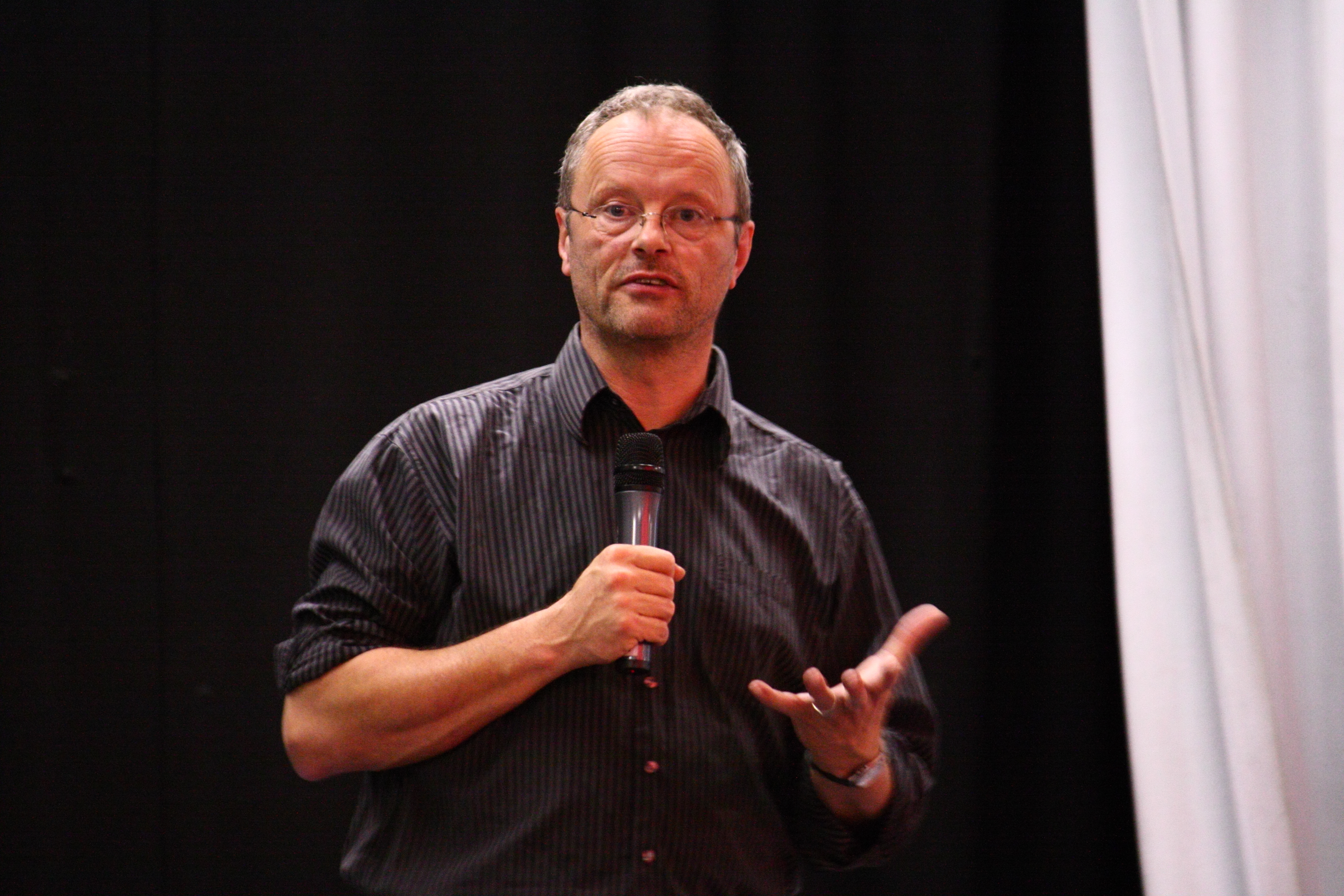
Роберт Ллевелін

- Бортовий комп'ютер Голлі (грали Норман Ловетт[en] в сезонах I, II, VII і VIII і Гетті Герідж[en] в сезонах з III по V), має IQ 6000, хоча він сильно виснажений за три мільйони років самотності після аварії, що призвело до «комп'ютерної дряхлості». Зміна зовнішнього вигляду з чоловічого на жіночий для сезону III нагадує про комп'ютер — жінку з паралельного всесвіту, з яким зустрічаються герої в серії «Паралельний всесвіт».

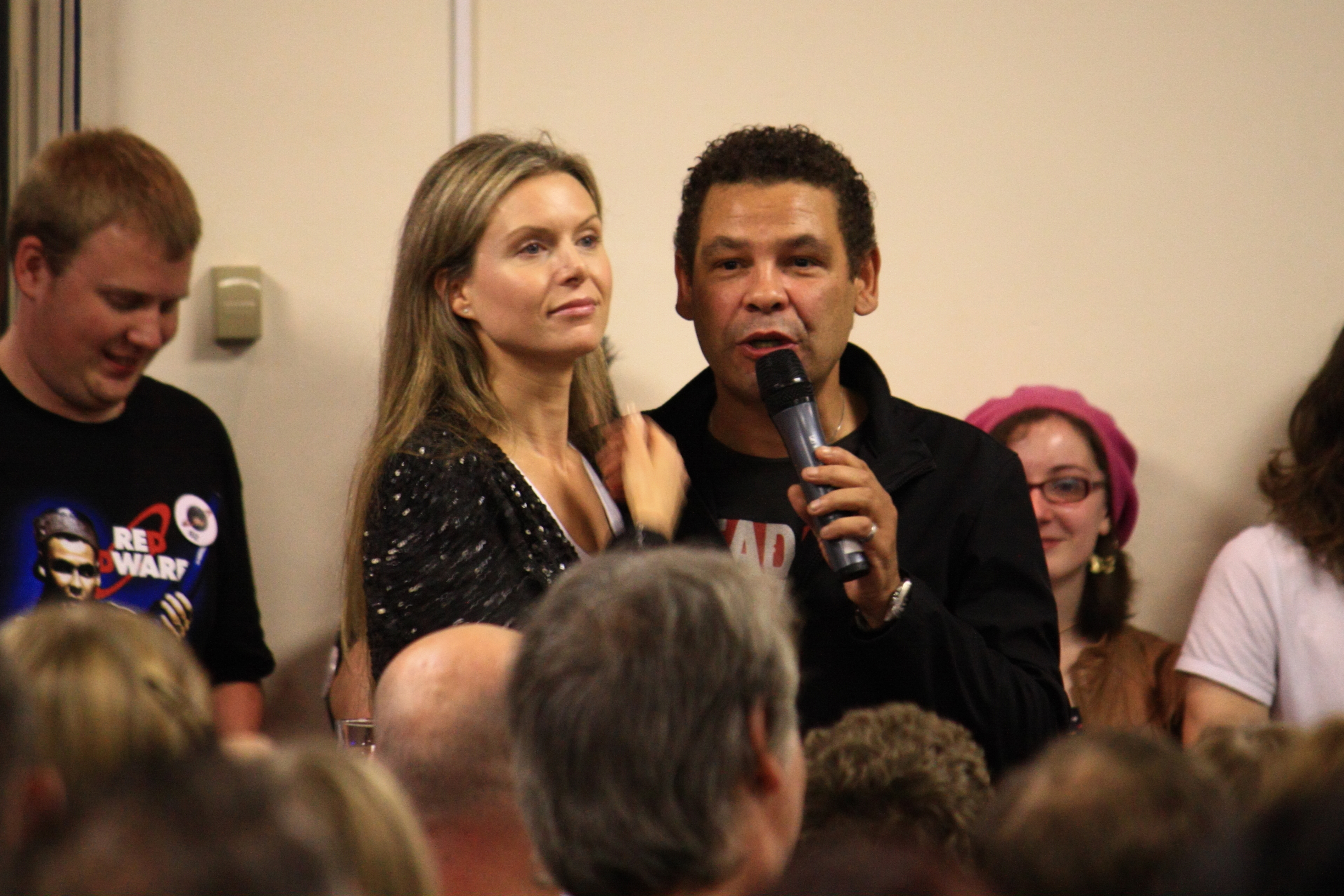
Хлоя Аннет

- Крайтен або «Kryten 2X4B-523P» (Роберт Ллевелін[en], а також Девід Росс (при першій появі)), був врятований з розбитого корабля «Нова 5», де він продовжував служити екіпажу, попри те, що вони були давно мертві. Крайтен є обслуговуючим механоїдом, які звикли у всьому підкорятися, але поступово Лістер зламує його програму, змушуючи Крайтена думати за себе. У серії «Back in the Red» згадується, що його зібрали в 2340 році, після того, як сталася аварія на «Червоному карлику».
- Крістін Кочанскі (спочатку її грала Клер Ґроґан до появи в цій ролі Хлої Аннет[en] в сезоні VII). Спочатку була співробітником навігаційного відділу «Червоного карлика». Загинула разом з екіпажем під час аварії, але повернулася з альтернативного всесвіту в кінці серіалу. Дівчина і одночасно мати Лістера. Як з'ясувалося в сезоні «Повернення на Землю», кинула Лістера.

## Виробництво
Перший сезон стартував на каналі BBC2 в 1988 році. Відтоді було відзнято ще одинадцять сезонів. Також з 1999 року у виробництві знаходився повнометражний фільм.

### Написання сценарію і режисура
Роб Грант і Дуг Нейлор розробили ідею «Червоного карлика» на основі шоу скетчів «Дейв Голлінз: Космонавт-стажер», що транслювався в середині 1980-х на BBC Radio 4. При цьому на саму концепцію вплинули такі фільми і серіали як «Зоряний шлях», «Мовчазна втеча», «Чужий», «Темна зірка» та Автостопом по галактиці, але також сценаристи вирішили додати в свій новий проєкт неабияку частку британського гумору і сатири і врешті-решт вони зупинилися на жанрі ситкому. Сценарій пілотного епізоду був готовий ще в 1983 році, однак попри всі старання Гранта і Нейлора, а також продюсера Пола Джексона, BBC постійно їм відмовляли, оскільки вважали, що науково-фантастичний ситком не може стати популярним.
У 1986 році BBC North прийняла ідею «Червоного карлика» як заміну закритого серіалу Щасливі сім'ї, головним чином через наполегливість Пола Джексона. До страйку електриків 1987 року були відзняті лише початкові титри, однак у вересні 1987 році знімання знову відновили, і в результаті пілотний епізод побачив світ 15 лютого 1988 року.

### Кастинг
На головні ролі прослуховувалися Алан Рікман і Альфред Моліна, при цьому останній був затверджений на роль Ріммера. Однак після того, як Моліна випробував труднощі з розумінням основної ідеї серіалу, замість нього запросили Кріса Баррі, який раніше вже працював з Грантом і Нейлором, а також знімався в «Щасливих сім'ях». Крейгу Чарльзу дісталася роль Дейва Лістера. Спочатку у нього запитали думку про персонажа Кота, оскільки боялися, що образ вийшов дуже расистським. Чарльз описав Кота як «крутого красеня», а після прочитання сценарію вирішив пройти прослуховування на роль Лістера. Стендап-комік Норман Ловетт спочатку прослуховувався на роль Ріммера, але в підсумку йому запропонували зіграти бортовий комп'ютер Голлі. Професійний танцюрист і співак Денні Джон-Джулс, запізнившись на півгодини, практично відразу отримав роль Кота, бо справив враження своєю «крутою» зовнішністю почасти завдяки костюму в стилі 1950-х, що належав його батькові.

### Ремастерінг
Сценарії до перших шести сезонів написали Роб Грант і Дуг Нейлор (також вони працювали під загальним псевдонімом Грант Нейлор, хоча в титрах, як правило, його не вказували). 1995 року, після виходу шостого сезону, Грант покинув проєкт, щоб зайнятися новими проєктами, в той час як Нейлор продовжив писати нові сценарії, як поодинці, так і в співавторстві з іншими сценаристами, в тому числі і Робертом Ллевеліном, який виконав роль Крайтена.
Постійним режисером серіалу став Ед Бай, який зняв всі епізоди аж до кінця четвертого сезону. Він залишив після шоу (в результаті він зайнявся проєктом своєї дружини, Рубі Вокс), але під час знімання всіх серій сьомого і восьмого сезонів він знову зайняв режисерське крісло. П'ятий сезон повинна була зняти Джульєт Мей, однак, коли була знята лише половина епізодів, вона змушена була піти з особистих і професійних причин, внаслідок чого на додаток до написання сценаріїв, Грант і Нейлор також стали режисерами «Червоного карлика». Шостий сезон зняв запрошений режисер Енді де Еммоні. Продюсуванням перших трьох сезонів займалася компанія Пола Джексона, після чого контроль над виробничим процесом повністю перейшов до Гранта і Нейлора, які заснували власну продюсерську компанію. Всі вісім класичних сезонів були показані на каналі BBC Two (в ранніх джерелах згадуваному як BBC2).

### Головна тема і музичний супровід
Всією музикою до серіалу займався композитор Говард Гудалл, у фінальній заставці можна почути вокал Дженні Рассел. Початкові титри перших двох сезонів використовували досить похмуру головну тему, з третього сезону зазвучала життєрадісніша початкова заставка. Гудалл також написав музику до різних пісень шоу, включаючи Tongue Tied (на слова Роба Гранта і Дуга Нейлора). У жовтні 1993 року Денні Джон-Джулс (як Кіт) переспівав Tongue Tied, його версія досягла 17 рядка в британських чартах. Сам Гудалл виконав The Rimmer Song: в епізоді «Блакитний», її співав Ріммер, проте в той момент глядач чув голос Гудалла, а Кріс Баррі лише беззвучно ворушив губами.
У 1998 році, до десятої річниці серіалу (і ще до виходу восьмого сезону) перші три сезони зазнали ремастерінгу і були випущені на VHS. Зміни включали заміну іграшкових моделей комп'ютерною графікою, скорочення деяких діалогів і сцен, перезнімання сцен за участю Холлі, створення нових початкових титрів, перезапис музики і звукових ефектів за допомогою цифрових пристроїв. 2007 року оновлена версія також була випущена на 4 дисках у вигляді DVD-збірки The Bodysnatcher Collection.

### Перерви
Між виходом шостого і сьомого сезонів є розрив у три роки, що виник головним чином через ухід Роба Гранта, який вирішив зайнятися іншими проєктами. Коли серіал знову повернувся на екрани, він більше був схожий на фільм: не було живої аудиторії, часто використовувалися декорації і знімання на місцевості, а також всі сцени знімалися за допомогою тільки однієї камери. Коли через два роки почалося виробництво восьмого сезону, від такого підходу відмовилися.
У 1999 році серіал був закритий, оскільки BBC не побажали продовжувати його на дев'ятий сезон. За словами Дуга Нейлора, канал вважав за краще вкласти гроші в інші проєкти. Тим не менше передплатникам мобільного додатка став доступний анімаційний різдвяний спецвипуск. Однак прихильникам довелося чекати 10 років, перш ніж шоу повернулося на екрани у вигляді міні-серіалу «Повернення на Землю».

### Відродження серіалу

#### Червоний карлик: Повернення на Землю
У 2008 році цифровий канал Dave замовив створення міні-серіалу з «Червоного карлика», що складається з трьох епізодів. «Червоний карлик: Повернення на Землю»  показали у великодні вихідні 2009 року і всі його серії включали також рубрику «Створення», що розповідає про процес виробництва міні-серіалу. За сюжетом минуло дев'ять років з дня подій, описаних в епізоді «Тільки хороше…» (при цьому фінал цього епізоду ніяк не пояснюється аж до десятого сезону). Головні герої приблизно в 2009 році повертаються на Землю і несподівано для себе з'ясовують, що є лише персонажами популярного телесеріалу «Червоний карлик». Кочанскі імовірно мертва, а Голлі недоступний через те, що Лістер пролив на нього воду. Актриса Софі Вінкельман зіграла персонажа на ім'я Катерина, яка є голограмою і намагається замінити у команді Ріммера.
Щоб досягти більшої кінематографічності, «Повернення на Землю» не знімали перед живою аудиторією. Раніше те ж саме було при зніманні серії «Обмін тілами» і всього сьомого сезону, однак у цей раз творці також вирішили не додавати і заздалегідь записаний закадровий сміх. Це також перший сезон «Червоного карлика», знятий у форматі HD.
Всі епізоди міні-серіалу були показані в три вечори поспіль, починаючи з п'ятниці 10 квітня 2009 року і отримали рекордні для каналу Dave рейтинги. Перший епізод став найпереглянутішою передачею за всю історію британських цифрових мереж. 15 червня 2009 року «Повернення на Землю» був випущений на DVD, 31 серпня 2009 року — на Blu-Ray. На офіційному сайті міні-серіал позиціонувався як «у всіх відносинах дев'ятий сезон серіалу». Це було підтверджено, коли новий сезон вийшов під назвою «Червоний карлик X», хоча міні-серіал ніде не згадувався як «Червоний карлик IX».

#### Червоний карлик X
10 квітня 2011 року Dave оголосив, що продовжив серіал у своїй мережі на «десятий сезон, що складається з шести епізодів і стартує наприкінці 2012 року». 11 листопада 2011 року були оголошені дати початку і завершення знімального періоду, а також підтверджено, що всі епізоди зніматимуться в приміщеннях Shepperton Studios в присутності глядачів. Основне знімання відбувалося з 16 грудня 2011 року по 27 січня 2012 року, згодом всі актори поверталися на дознімання. У новому сезоні повернувся початковий склад виконавців, тобто Чарльз, Баррі, Ллевелін і Джон-Джулс. Хлоя Аннет і Норман Ловетт були відсутні, хоча сценарій включав відсилання на їх персонажів.
20 липня 2012 року в соціальній мережі Facebook відбулася прем'єра 55-секундного трейлера до десятого сезону і кожну п'ятницю виходив новий тизер. Сезон стартував 4 жовтня 2012 року.

#### Червоний карлик XI і XII
Після виходу десятого сезону, який залучив до перегляду велику кількість глядачів, як канал Dave, так і Дуг Нейлор були зацікавлені у виробництві нових серій. У травні 2013 року, під час зустрічі з прихильниками серіалу на конвенції Dimension Jump, Нейлор сказав, що переговори з цього приводу на той момент ще велися, але, як сценарист сподівався, знімання повинно було стартувати в лютому 2014 року. В жовтні 2013 року Роберт Ллевелін написав у своєму блозі, що «одинадцятому сезону бути», і він вийде «десь в 2014 році». Пізніше актор видалив повідомлення, а Дуг Нейлор написав повідомлення в Twitter: «Отримали звістки про те, що нам дають добро на одинадцятий сезон „Червоного карлика“. Це неправда. Поки». Однак, в січні 2014 року Денні Джон-Джулс розкрив, що сценарії до нових серій вже пишуться.
У квітні 2014 року на науково-фантастичному фестивалі в Скарборо, біля панелі «Червоного карлика», Джон-Джулс висловив припущення, що знімання одинадцятого сезону почнеться в жовтні 2014 року, а восени 2015 року його можна буде побачити на Dave.
2 травня 2015 року на черговій конвенції Dimension Jump Нейлор нарешті підтвердив, що «Червоний карлик» офіційно продовжено на одинадцятий і дванадцятий сезони, які будуть зняті до кінця 2015 року і вийдуть в 2016 і 2017 році відповідно. Продюсуванням нових серій зайнявся Генрі Нормал і його компанія Baby Cow Productions.
Знімання обох сезонів відбувалося в приміщеннях Pinewood Studios з листопада 2015 року по березень 2016 року. «Червоний карлик XI» стартував 15 вересня 2016 року на потоковому сервісі UKTV Play, за тиждень до телевізійної прем'єри на Dave. 8 вересня 2017 року було оголошено, що прем'єра дванадцятого сезону відбудеться на каналі Dave 12 жовтня 2017 року, а 15 вересня також було додано, що кожен епізод вже за тиждень до трансляції по ТБ буде доступний на UKTV Play в рамках послуги «Відео за замовленням».

## Тематика серіалу
«Червоний карлик» оснований на звичних для ситкому взаємовідносинах в групі абсолютно несхожих і часто неадекватних людей, що знаходяться в замкнутому просторі. Його головні герої боязкі, некомпетентні і ліниві, постійно вступають у грубі і саркастичні діалоги, таким чином будучи гумористичною протилежністю звичайним дослідникам космосу без страху і докору, характерним для науково-фантастичних серіалів. Творці серіалу, Роб Грант і Дуг Нейлор, розглядали науково-фантастичну сторону проєкту з досить серйозною точки зору, в той час як сатира, пародіа і драма містить велику кількість посилань на різні фільми, серіали і книги, такі як «Космічна одіссея 2001 року», «Найкращий стрілець», «Робокоп», «Зоряні війни», «Громадянин Кейн», «Дикун», «Рівно опівдні», «Бунтар без причини», «Касабланка», «Безтурботний їздець», «Термінатор» і роман «Гордість і упередження».
Сценаристи в серіях «Червоного карлика» регулярно обігравали сюжети художніх фільмів: епізод третього сезону «Поліморфа» явно пародіює «Чужого», серія четвертого сезону «Камілла» запозичує ключові моменти з «Касабланки», а «Переплавлення» копіює сюжет фільму «Західний світ». Міні-серіал «Повернення на Землю» почасти був натхненний фільмом «Той, хто біжить по лезу». Однак, тематика епізодів не обмежується лише фільмами і серіалами, також часто обігруються ключові історичні події та дати. Крім того, має велике значення релігія: наприклад, в епізоді «Очікування Бога» (назва є відсиланням на п'єсу Семюела Беккета «В очікуванні Годо») вона відіграла важливу роль у долі раси Кота, яка сприймала Лістера як свого «бога», а в серії «Лимони» головні герої зустрічають людину, що називає себе Ісусом. Один з епізодів сьомого сезону отримав назву «Уроборос», що відсилає глядача до однойменної міфічної істоти.
Серіал також досліджує деякі популярні науково-фантастично теми, такі як парадокси подорожі у часі (в тому числі і парадокс убитого дідуся), питання детермінізму і свободи волі (у кількох епізодах), пошуки щастя у віртуальній реальності, а також через позиціонування Лістера як останньої людини у Всесвіті, повне вимирання людства в далекому майбутньому.
В «Червоному карлику» практично повністю відсутні інопланетні раси, оскільки Грант і Нейлор з самого початку домовилися не вводити їх в серіал. Як правило тематика позаземного життя обмежується вірою Риммера в інопланетян і «літаючі тарілки», що призводить, наприклад, до того, що він приймає звичайний сміттєвий контейнер за інопланетну капсулу. Також присутні нелюдської форми життя: еволюціоновані земні види (раса Кота), механоіди і голограми, створені людьми, а також створена штучним шляхом «генетико-інженерна форма життя» (ГІФЖ). У пізніх сезонах симулянти і ГІФЖ часто є головними антагоністами.

## Нові поняття
Сценаристи регулярно використовують в епізодах нові поняття. Наявність таких слів як «голограмний», «доллар-фунт», Felis sapiens, «симулянти», «ГІФЖ» та ін., показує, що в майбутньому мова буде розвиватися на політичному, технологічному. еволюційному і культурному рівнях. Також творці склали свій унікальний словник лайливих слів. Почасти це було зроблено, щоб уникнути використання реальної обсценної лексики в серіалі, а почасти — щоб привнести в мову трохи футуристичносності. Особливо часто використовується лайка smeg й однокореневі слова smegging, smegger і smeg-head.

## Список серій
| Сезон             | Title             | Епізоди           | Епізоди           | Оригінальний показ | Оригінальний показ |
| Сезон             | Title             | Епізоди           | Епізоди           | Перший показ       | Останній показ     |
| ----------------- | ----------------- | ----------------- | ----------------- | ------------------ | ------------------ |
| 1                 | I                 | 6                 | 6                 | 15 лютого 1988     | 21 березня 1988    |
| 2                 | II                | 6                 | 6                 | 6 вересня 1988     | 11 жовтня 1988     |
| 3                 | III               | 6                 | 6                 | 14 листопада 1989  | 19 грудня 1989     |
| 4                 | IV                | 6                 | 6                 | 14 лютого 1991     | 21 березня 1991    |
| 5                 | V                 | 6                 | 6                 | 20 лютого 1992     | 26 березня 1992    |
| 6                 | VI                | 6                 | 6                 | 7 жовтня 1993      | 11 листопада 1993  |
| 7                 | VII               | 8                 | 8                 | 17 січня 1997      | 7 березня 1997     |
| 8                 | VIII              | 8                 | 8                 | 18 лютого 1999     | 5 квітня 1999      |
| 9                 | Back to Earth     | 3                 | 3                 | 10 квітня 2009     | 12 квітня 2009     |
| 10                | X                 | 6                 | 6                 | 4 жовтня 2012      | 8 листопада 2012   |
| 11                | XI                | 6                 | 6                 | 22 вересня 2016    | 27 жовтня 2016     |
| 12                | XII               | 6                 | 6                 | 12 жовтня 2017     | 16 листопада 2017  |
| The Promised Land | The Promised Land | The Promised Land | The Promised Land | 9 квітня 2020      | 9 квітня 2020      |

## Рейтинги

### Червоний карлик VIII
| № | Прем'єра             | Глядачів (млн) | Ранг |
| - | -------------------- | -------------- | ---- |
| 1 | 18 лютого 1999 року  | 8,05           | 1    |
| 2 | 25 лютого 1999 року  | 7,58           | 1    |
| 3 | 4 березня 1999 року  | 6,92           | 2    |
| 4 | 11 березня 1999 року | 5,95           | 1    |
| 5 | 18 березня 1999 року | 6,76           | 1    |
| 6 | 25 березня 1999 року | 6,32           | 1    |
| 7 | 1 квітня 1999 року   | 4,52           | 3    |
| 8 | 5 квітня 1999 року   | 4,24           | 3    |

### Червоний карлик: Повернення на Землю
| № | Прем'єра            | Глядачів (млн) | Ранг | Ранг (кабельне ТБ) | Глядачів повтори (млн) | Всього глядачів (млн) |
| - | ------------------- | -------------- | ---- | ------------------ | ---------------------- | --------------------- |
| 1 | 10 квітня 2009 року | 2,357          | 1    | 1                  | 0,385                  | 2,742                 |
| 2 | 11 квітня 2009 року | 1,238          | 2    | 6                  | 0,366                  | 1,604                 |
| 3 | 12 квітня 2009 року | 1,197          | 3    | 7                  | 0,245                  | 1,442                 |

### Червоний карлик X
| № | Прем'єра              | Глядачів (млн) | Ранг | Ранг (кабельне ТБ) | Глядачів повтори (млн) | Всього глядачів (млн) |
| - | --------------------- | -------------- | ---- | ------------------ | ---------------------- | --------------------- |
| 1 | 4 жовтня 2012 року    | 1,978          | 1    | 3                  | 0,113                  | 2,091                 |
| 2 | 11 жовтня 2012 року   | 1,567          | 1    | 2                  | 0,078                  | 1,645                 |
| 3 | 18 жовтня 2012 року   | 1,519          | 1    | 3                  | 0,106                  | 1,625                 |
| 4 | 25 жовтня 2012 року   | 1,345          | 1    | 7                  | 0,119                  | 1,464                 |
| 5 | 1 листопада 2012 року | 1,561          | 1    | 4                  | 0,073                  | 1,634                 |
| 6 | 8 листопада 2012 року | 1,4            | 1    | 5                  | 0,107                  | 1,507                 |

### Червоний карлик XI
| № | Прем'єра             | Глядачів за тиждень (млн) | Глядачів за 4 тижня (млн) | Ранг |
| - | -------------------- | ------------------------- | ------------------------- | ---- |
| 1 | 22 вересня 2016 року | 1,456                     | 1,724                     | 1    |
| 2 | 29 вересня 2016 року | 1,443                     | 1,71                      | 1    |
| 3 | 6 жовтня 2016 року   | 1,144                     | 1,31                      | 1    |
| 4 | 13 жовтня 2016 року  | 1,096                     | 1,292                     | 1    |
| 5 | 20 жовтня 2016 року  | 1,18                      | 1,272                     | 1    |
| 6 | 27 жовтня 2016 року  | 1,024                     | 1,158                     | 1    |

## Реакція

### Визнання
Попри те, що пілотний епізод подивилося чотири мільйони глядачів, в цілому у серій першого сезону були досить низькі рейтинги. Тим не менше з кожним наступним епізодів серіал залучав дедалі більшу кількість глядачів. Піку популярності серіал досяг у 1994 році, коли епізод шостого сезону «Зброєносці Апокаліпсису» подивилося максимальна на той момент кількість глядачів (шість мільйонів) і він здобув Міжнародну премію «Еммі» в області Популярних мистецтв, а також премію British Comedy Awards в номінації «Найкращий комедійний серіал від BBC». 1999 року, під час трансляції восьмого сезону, серіал показав найвищі рейтинги за всю свою історію: його подивилося понад 8 мільйонів британців. Також серіал ще тричі номінувався на Міжнародну премію Еммі, отримав від Королівського телевізійного товариства премію за візуальні ефекти, British Science Fiction Award за найкращу драматичну постановку, вісім премій Gold Awards за високі показники продажів на відеоносіях☃☃, і став найбільш рейтинговим і тривалим ситкомом каналу BBC Two☃☃. 2007 року читачі журналу Radio Times назвали серіал «Найкращим науково-фантастичним шоу всіх часів», що, за словами редактора видання Джилл Хадсон, дуже здивувало всіх, оскільки «в цьому столітті не вийшло жодного нового епізоду».
У 2009 році серіал був відроджений і почав транслюватися цифровим каналом Dave, отримавши високі оцінки від різних британських телевізійних комісій. Шоу було позитивно прийняте критиками, а одинадцятий сезон отримав титули «Найкращого відродженого ТБ-серіалу» і «Комедії року» за версією читачів сайту British Comedy Guide.

### Критика
Зміни в місці дії, склад акторів і творців, а також якість виробничого процесу того чи іншого сезону викликали суперечки серед критиків і шанувальників серіалу. У статті «Великі дебати про Червоний карлик», надрукованій у третьому випуску другого тому Red Dwarf Smegazine, письменники-фантасти Стів Лайонс і Джо Назарро зіставили ранні і пізні сезони, виділивши їх переваги і недоліки. На думку Лаонса, раніше шоу мало «унікальний баланс між науковою фантастикою і комедією, що працювало чудово». Назарро визнав, що «перші два сезони були дуже оригінальними і смішними», але при цьому зазначив, що «тільки в третьому сезоні шоу проявило себе найкращим чином». Шостий сезон, на їхню думку продовжив дотримуватися формату «монстри тижня», до якого прийшов серіал у п'ятому сезоні, але при цьому залишався візуально вражаючим. Цей же сезон глядачі вважали нітрохи не гірше попередніх, але при цьому його піддали критиці за те, що він перетворився на шаблонну комедію, і за небажану зміну місця дії.
Зміни, яких зазнав серіал при виробництві сьомого сезону, деякими були названі розчаровуючими: при тому, що візуально шоу виглядало дорожчим, відмова від жанру ситкому і перетворення його в суміш драми і комедії були розглянуті як рух у неправильному напрямку. Однак, повернення до формату ситкому у восьмому сезоні, було зустрінуте не менш прохолодно. Також серіал не раз піддавали критиці з метою відродити давню команду «Червоного карлика», оскільки творці звели нанівець весь ефект від того, що Лістер був останньою людиною у Всесвіті. Проте була думка, що сьомий і восьмий сезон були нітрохи не гірше попередніх. Суперечки з цього приводу тривають дотепер.

## Спін-офи і пов'язана продукція
Логотип серіалу і зображення персонажів можна знайти на досить широкому спектрі товарів. Крім того, серіал був виданий на самих різних носіях. Так, на пісню Tongue Tied, що прозвучала в епізоді «Паралельний всесвіт», був згодом випущений сингл у виконанні Денні Джона-Джулса (він заспівав пісню під ім'ям свого персонажа в серіалі, Кота), який потрапив у ТОП-20 британських чартів. Театральна група з Австралії Blak Yak поставила кілька вистав за мотивами серіалу, в тому числі, з дозволу творців, обігруючи деякі епізоди шоу. У жовтні 2006 року вийшов інтерактивний фільм під назвою «Червоний карлик: Битва гіків», що використовує принцип вікторини. Норман Ловетт і Хетті Герідж знову озвучили бортовий комп'ютер Голлі.

### Романи
Творці серіалу, взявши собі загальний псевдонім Грант Нейлор, спільно написали два романи. У листопаді 1989 року був опублікований роман «Нескінченність вітає обережних водіїв», що увібрав в себе сюжетні лінії з різних серій перших двох сезонів. Другий роман, «Краще, ніж життя», вийшов в жовтні 1990 року і являв собою розширену версію сюжету однойменного епізоду другого сезону. Обидва роману суттєво розширили передісторію і детальніше розкрили персонажів.
Автори планували написати продовження «Краще, ніж життя», проте Роб Грант вирішив зайнятися іншими проєктами, не пов'язаними з «Червоним карликом». Попри це, обидва сценаристи були повинні видавництву дві книги, в результаті вони кожен окремо вирішили написати по одній книзі, кожна з яких продовжувала б «Краще, ніж життя». Роман Дуга Нейлора отримав назву «Остання людина», його сюжет включав Крістін Кочанскі як одну з головних героїв і більшою мірою дослідив науково-фантастичну бік серіалу. Роб Грант вирішив написати чергову історію, засновану на однойменному епізоді серіалу, випустивши книгу «Навпаки».
В 1992 році був випущений збірник, що включав два перші романи, редакторські поправки до оригінального рукопису, додаткові матеріали і найперший варіант пілотного епізоду серіалу. Всі чотири романи «Червоного карлика» також були випущені в форматі аудіокниг: у перших двох в якості оповідача виступає Кріс Баррі, в «Останній людині» — Крейг Чарльз, у «Навпаки» — сам автор, Роб Грант.
У грудні 2009 року «Нескінченність вітає обережних водіїв» була перевидана в Німеччині під назвою Roter Zwerg (с нім.  — «Червоний карлик»).

#### Список романів «Червоного карлика»
| Назва                                 | Автор(и)     |
| ------------------------------------- | ------------ |
| Нескінченність вітає обережних водіїв | Грант Нейлор |
| Краще, ніж життя                      | Грант Нейлор |
| Остання людина                        | Дуг Нейлор   |
| Навпаки                               | Роб Грант    |

### Реліз
Для першого релізу на VHS всі епізоди кожного сезону були розділені на два томи (у випадку з сьомим — на три), позначені «Байт Один» і «Байт Два» (а також «Байт Три» для сьомого сезону). Ці відео, як це було прийнято у BBC в ті роки, мали також назви, однойменні з першим епізодом в томі. Однак у разі «Червоного карлика» BBC вирішили під час поділу на томи проігнорувати вихідний порядок виходу серій, щоб у підсумку VHS мали назви найпопулярніших епізодів серіалу. Так, для третього сезону серії «Обмін тілами» та «Слайди часу» були записані таким чином, щоб остання дала свою назву релізу; епізод першого сезону «Впевненість і Параноя», попри те, що порядок виходу був збережений, став головним для другого тому — це було зроблено через те, що «Очікування Бога» не міг дати свою назву тому через однойменний комедійний серіал (події якого відбуваються в будинку престарілих); у п'ятому сезоні стали титульними «Назад до реальності» і «Карантин», а всі інші епізоди були записані у відповідному порядку. Також три серії сьомого сезону вийшли окремим виданням з позначкою Xtended, несли в собі додаткові сцени (в тому числі і оригінальну кінцівку для епізоду «Карусель») і йшли без заздалегідь записаного закадрового сміху. Крім того, після ремастерінга перші три сезони вийшли єдиним збірником, а також вийшли два відео-доповнення під назвою Smeg Ups (1994) і Smeg Outs (1995) Також було випущено два вихідних відео, Smeg Ups у 1994 році, і його продовження Smeg Outs у 1995 році.

#### Видання на DVD
Перші вісім сезонів були видані на DVD в Регіонах 1, 2 і 4 у вигляді збірника, що містить бонусний диск з додатковими матеріалами (починаючи з третього сезону — також документальний фільм про зйомки). У Регіонах 2 і 4 також виходив бокс-сет Just The Shows, на якому були записані епізоди сезонів з першого по четвертий (перший том) і з п'ятого по восьмий (другий том), було статичне меню, а покупцям не потрібно було платити за додаткові матеріали. 2007 року вийшов збірник The Bodysnatcher Collection, що містить ремастерінг перших сезонів, а також документальні фільми про знімання першого і другого сезонів. Також на ньому можна було знайти розкадрування незбираного епізоду «Викрадач тіл» і дописаний сценарій, для завершення якого вперше з 1993 року Роб Грант і Дуг Нейлор об'єднали зусилля. У грудні 2008 року всі сезони вийшли під загальною назвою Red Dwarf: All The Shows — видання було оформлено у форматі аркуша A4 і нагадувало фотоальбом. У листопаді 2009 році воно було перевидано в традиційному книжковому форматі, повернувшись до назви Just the Shows. також всі епізоди були доступні для скачування на iTunes.
| Назва | Дисків | Дата виходу           | Дата виходу            | Дата виходу            |
| Назва | Дисків | Регіон 1              | Регіон 2               | Регіон 4               |
| --- | ------ | --------------------- | ---------------------- | ---------------------- |
| Червоний карлик I | 2      | 25 лютого 2003 року   | 4 листопада 2002 року  | 3 грудня 2002 року     |
| Червоний карлик II | 2      | 25 лютого 2003 року   | 10 лютого 2003 року    | 1 квітня 2003 року     |
| Червоний карлик III | 2      | 3 лютого 2004 року    | 3 листопада 2003 року  | 18 листопада 2003 року |
| Червоний карлик IV | 2      | 3 лютого 2004 року    | 16 лютого 2004 року    | 9 березня 2004 року    |
| Just the Shows Vol. 1 Сезони 1-4 без додаткових матеріалів                                                              | 4      |                       | 18 жовтня 2004 року    | 12 листопада 2004 року |
| Червоний карлик V | 2      | 15 березня 2005 року  | 8 листопада 2004 року  | 1 грудня 2004 року     |
| Червоний карлик VI | 2      | 15 березня 2005 року  | 21 лютого 2005 року    | 6 квітня 2005 року     |
| Червоний карлик VII | 3      | 10 січня 2006 року    | 7 листопада 2005 року  | 1 грудня 2005 року     |
| Червоний карлик VIII | 3      | 2 травня 2006 року    | 27 березня 2006 року   | 20 квітня 2006 року    |
| The Complete Collection Сезони 1-8 з додатковими матеріалами                                                            | 18     | 5 вересня 2006        |                        |                        |
| Just the Shows Vol. 2 Сезони 5-8 без додаткових матеріалів                                                              | 6      |                       | 2 жовтня 2006 року     | 3 листопада 2006 року  |
| Beat the Geek (Інтерактивний фільм)                                                                                     | 1      |                       | 23 жовтня 2006 року    | 3 березня 2011 року    |
| The Collection Bodysnatcher Ремастерінг сезонів Series 1-3                                                              | 4      |                       | 12 листопада 2007 року | 7 травня 2008 року     |
| Just the Smegs DVD-версія відео Smeg Ups і Smeg Outs                                                                    | 1      |                       | 19 листопада 2007 року | 3 березня 2011 року    |
| All the Shows Сезони 1-8 без додаткових матеріалів                                                                      | 10     |                       | 10 листопада 2008 року |                        |
| Червоний карлик: Повернення на Землю                                                                                    | 2      | 6 жовтня 2009 року    | 15 червня 2009 року    | 17 грудня 2009 року    |
| Just the Shows Сезони 1-8 без додаткових матеріалів                                                                     | 10     |                       | 9 листопада 2009 року  |                        |
| The Complete Collection Сезони 1-3 (ремастерінг), сезони 4-8, Just the Smegs і режисерська версія «Повернення на Землю» | 19     |                       |                        | 4 серпня 2010 року     |
| Червоний карлик X | 2      | 8 січня 2013 року     | 19 листопада 2012 року | 12 грудня 2012 року    |
| Червоний карлик XI | 2      | 8 листопада 2016 року | 14 листопада 2016 року | 8 березня 2017 року    |
| Червоний карлик XII | 2      | TBA                   | 20 листопада 2017 року | TBA                    |

#### Видання на Blu-Ray
| Назва                                | Дисків | Дата виходу           | Дата виходу            | Дата виходу         |
| Назва                                | Дисків | Регіон А              | Регіон B               | Регіон C            |
| ------------------------------------ | ------ | --------------------- | ---------------------- | ------------------- |
| Червоний карлик: Повернення на Землю | 2      | 6 жовтня 2009 року    | 31 серпня 2009 року    | 15 грудня 2009 року |
| Червоний карлик X                    | 2      | 8 січня 2013 року     | 19 листопада 2012 року | TBA                 |
| Червоний карлик XI                   | 2      | 8 листопада 2016 року | 14 листопада 2016 року | TBA                 |
| Червоний карлик XII                  | 2      | TBA                   | 20 листопада 2017 року | TBA                 |

У 2016 році BBC Worldwide почала процес «відновлення» перших п'яти сезонів для їх подальшого видання на Blu-Ray (переважно для Японії). 2017 року Дуг Нейлор оголосив, що проєкт призупинено через занадто тьмяне зображення підсумкового матеріалу.

### Журнали
У 1992 році видавництво Fleetway Видання почало видавати присвячений серіалу журнал «Red Dwarf Magazine» (починаючи з третього випуску — «Red Dwarf Smegazine»). На сторінках цього журналу друкувалися новини по серіалу, інтерв'ю, комікси і проводилися різні конкурси. Комікси могли бути як адаптацією епізодів шоу, так і заснованими на оригінальному матеріалі, що включає таких популярних персонажів як Містер Фліббл, Поліморфа і Ас Ріммер.
Голографічні персонажі, здебільшого Ріммер, як правило, були намальовані у відтінках сірого. Зроблено це було насамперед на вимогу Гранта і Нейлора, які хотіли реалізувати те ж саме при виробництві серіалу, однак не змогли через проблеми з бюджетом. Попри те, що кількість проданих примірників досягало 40 000 в місяць, видавці вирішили закрити журнал і зосередитися на інших публікаціях. Останній випуск вийшов в січні 1994 року і включав всі інтерв'ю та комікси, які були заплановані для наступних номерів.
Офіційний фан-клуб «Червоного карлика» спеціально для своїх членів створив власний журнал, який отримав назву «Back to Reality» (на честь фінального епізоду п'ятого сезону шоу). У 1990-х цей журнал також виходив під назвою «Better Than Life».

### Американська версія
Попри те, що серіал транслювався різними американськими каналами мережі PBS, студія Universal замовила виробництво американської адаптації (яка отримала назву «Червоний карлик: США») для подальшого її показу на каналі NBC в 1992 році. По суті сюжет американської версії був практично тим же, що і у оригіналу, проте велика частина акторів були американцями: Крейг Бірко в ролі Лістера, Кріс Ейгеман в ролі Ріммера і Гінтон Беттл в ролі Кота; виняток становили лише Роберт Ллевелін, який знову повернувся до ролі Крайтена, і британська актриса Джейн Лівз, яку запросили зіграти Голлі. Сценаристом став Лінвуд Бумер, режисерське крісло зайняв Джеффрі Мелман, а Грант і Нейлор були вказані в якості виконавчих продюсерів. Ллевелін, Грант і Нейлор вирушили до США після завершення знімання п'ятого сезону британського серіалу. За їх словами акторському складу не сподобався сценарій, написаний Бумером, але, попри те, що Грант і Нейлор переписали його, в результаті було вирішено знімати ближче до версії Бумера. У початкових титрах використовувалася нарізка кадрів з британського «Червоного карлика», проте логотип і заголовна тема відрізнялися. Під час знімання реакція глядачів була позитивною і в цілому пілотний епізод був тепло прийнятий живою аудиторією.
Керівництво студії було не дуже задоволене як самим пілотним епізодом, так і його акторським складом, проте вирішив дати американській версії другий шанс, вже з Грантом і Нейлором в якості сценаристів. Студія замовила свого роду "презентацію, яку потрібно було зняти в невеликій студії (названою сценаристами «гаражем»). На роль Кота і Ріммера були взяті нові актори: Террі Фаррел і Ентоні Фаско відповідно, внаслідок чого, на відміну від британського оригіналу, весь акторський склад став білим, через що Крейг Чарльз жартома називав американську версію «Білим карликом». Спочатку у другому пілотному епізоді роль Ріммера попросили зіграти Кріса Баррі, але він відхилив цю пропозицію. При маленькому бюджеті і в найкоротші терміни були зняті нові сцени, які об'єднали з кадрами з п'ятого сезону британського «Червоного карлика», щоб продемонструвати динаміку сюжету, розвиток головних героїв і потенціал майбутніх рімейків. Хоча Ллевелін не брав участь в перезніманні, Грант і Нейлор додали кадри з ним, щоб розповісти про персонажа. У підсумку, попри всю виконану роботу, пілотний епізод так і не був допущений до виробництва. Фаррел практично відразу отримала роль Джазії Дакс в серіалі «Зоряний шлях: Глибокий космос 9», а Лівз в результаті знялася в телесеріалі «Фрейзер» в ролі Дафни Мун.
Актори як британської, так і американської версії критикували підхід до підбору акторів для «Червоного карлика: США». В першу чергу це стосувалось Лістера, який в оригінальному «Червоному карлику» був привабливим нечупарою, а в адаптації був дуже чистим. У документальному фільмі 2004 року Dwarfing USA Денні Джон-Джулс сказав, що єдиним, хто міг би успішно зіграти Лістера в «Червоному карлику: США», був Джеймс Белуші. 2009 року в своєму інтерв'ю для Kevin Pollak's Chat Show Бірко підтвердив, що його Лістер було «величезною помилкою» і що для цієї ролі більше підходив «хтось на кшталт Белуші».
Американський пілот був практично знятий, але його ніколи не показали по телебаченню в жодній країні. Кадри з першої версії ввійшли до документального фільму Dwarfing USA, короткометражки про її виробництво можна було знайти на DVD-виданні з п'ятим сезоном британського оригіналу. Через проблеми з авторськими правами, кадри з другої версії ніде не використовувалися.
| Персонаж           | Британський серіал                                            | Перший пілот    | Другий пілот    |
| ------------------ | ------------------------------------------------------------- | --------------- | --------------- |
| Дейв Лістер        | Крейг Чарльз                                                  | Крейг Бірко     | Крейг Бірко     |
| Арнольд Юда Ріммер | Кріс Баррі                                                    | Кріс Ейгеман    | Ентоні Фуско    |
| Кіт                | Денні Джон-Джулс                                              | Гінтон Беттл    | Террі Фаррел    |
| Крайтен 2X4B-523P  | Девід Росс (сезон 2) Роберт Ллевелін (сезон 3-)               | Роберт Ллевелін | Роберт Ллевелін |
| Holly              | Норман Ловетт (сезони 1-2, 7-8, 12) Гетті Герідж (сезони 3-5) | Джейн Лівз      | Джейн Лівз      |

### Повнометражний фільм
У 1999 році, після завершення восьмого сезону, Дуг Нейлор вирішив запустити у виробництво повнометражний фільм про «Червоний карлик» і його екіпажі. Він написав підсумковий сценарій, а на спеціалізованих сайтах стали з'являтися постери. Дані постери були справжніми, за їх допомогою Winchester Films просували фільм за кордоном. Також був опублікований тизер і попередній синопсис, згідно з яким дія відбувалося в далекому майбутньому, коли раса кіборгів захопила владу над Сонячною системою і стерла людство з лиця Землі. Всі кораблі, що коли-небудь покинули систему, були знайдені і знищені. Всі, крім «Червоного карлика».
Нейлор відвідав Австралію, щоб визначити місця майбутнього знімання і бюджет. Підготовка до виробничого процесу почалася в 2004 році, знімання було заплановане на 2005 рік. Однак у проєкту виникли фінансові труднощі. На зустрічі з фанами під час проведення конвенції Red Dwarf Dimension Jump Нейлор оголосив, що BBC відмовилися від виробництва фільму, оскільки на їх думку, попри те, що сценарій був забавним, для фільму цього було недостатньо.
У 2012 році матеріали для фільму використовувалися при виробництві фіналу десятого сезону «Початок».

### Рольова гра
У лютому 2003 року Deep7 Press (колишнє Deep7 LLC) випустила рольову гру Red Dwarf — The Roleplaying Game, що дозволяє стати останньою уцілілою людиною, голограмою, еволюціонувавшою домашньою твариною (кішкою, собакою, ігуаною, кроликом, пацюком або мишею), різного виду механоїдами (серією 4000, Хадзеном 10, воск-дроїдом, а також, при наявності пака Extra Bits Book, серією 3000) або ГІФЖ.
Разом з грою також йшло три додатки: всі правила гри на 176 сторінках, AI Screen (аналог Game master's Screen у деяких рольових ігор) і Путівник по серіалу. Путівник по серіалу містив короткий виклад перших восьми сезонів, а також деякі особливості гри за кожного з персонажів.
Гра була удостоєна високих оцінок за те, що вона зберегла комічний дух оригіналу, за цікавий сценарій і за якість довідкового матеріалу. Однак деякі рецензенти відзначили, що порівняно з іншими рольовими іграми на ринку ігрова механіка Red Dwarf — The Roleplaying Game була занадто простою і нудною.

### Red Night Dwarf
14 лютого 1998 року, напередодні 10-ї річниці шоу, BBC Two запустила цикл передач під загальною назвою «Red Dwarf Night». Цикл включав як старий, так і новий матеріал, його ведучим і сполучною ланкою був актор Патрік Стюарт. У доповнення до цього логотип каналу був змінений: в ньому з'явилася цифра 2 і зображення скутера. Сам цикл почала передача «Can't Smeg, Won't Smeg», що є спеціальним випуском кулінарної програми «Can't Cook, Won't Cook», ведучим якої є Ейнслі Герріот, який з'явився в епізоді шостого сезону «Емогоук: Поліморфа II» в ролі ГІФЖ. За сюжетом випуску персонажі «Червоного карлика» розділилися на дві команди (Крайтон з Лістером і Ріммер з Котом, пізніше замість Кота з'являється його альтер-его Двейн Діблі), кожній з яких було дано завдання приготувати куряче віндалу.
Після невеликих скетчів і уривків з старих серій, почався «Universe Challenge», спецвипуск «University Challenge». Попри те, що вів випуск незмінний ведучий програми Бамбер Гаскойн, сюжет будувався на протистоянні добре поінформованих шанувальників «Червоного карлика» акторського складу серіалу в особі Кріса Баррі, Крейга Чарльза Роберта Ллевеліна, Хлої Аннет і Денні Джона-Джулса. Після нього показали документальний фільм «Червоний карлик від А до Я», який розподілив основні поняття шоу по буквах алфавіту. У вигляді «балакучих голів» в епізоді постали Стівен Гокінг, Террі Пратчетт, перший продюсер серіалу Пол Джексон, містер Блоббі, Патрік Стюарт і далек. Вечір завершився показом епізоду «Зброєносці Апокаліпсису».

## «Дейв Голлінз: Космонавт-стажер»
«Червоний карлик» був оснований на серії скетчів «Дейв Голлінз: Космонавт-стажер», що виходили в рамках радіо-передачі Son of Cliché від BBC Radio 4. Продюсерами цих скетчів були Роб Грант і Дуг Нейлор. За сюжетом Дейв Голлінз (озвучений Ніком Вілтоном) залишається один на кораблі далеко від рідної планети та його найнадійнішим супутником залишається комп'ютер Хаб (говорить голосом Кріса Баррі). Після перегляду фільму Джона Карпентера «Темна зірка» Грант і Нейлор вирішили використовувати цей сюжет при виробництві нового телевізійного шоу, однак зробили деякі зміни. Початкові 7 трильйонів років сну головного герою були скорочені спочатку до 7 мільярдів, а потім до 3 мільйонів. Були додані персонажі Арнольда Ріммера і Кота. Після того як футболіст Дейв Голлінз став відомий на весь світ, ім'я головного героя вирішено було змінити на Дейв Лістер, а комп'ютер Хаб був перейменований в Голлі. Також Кріс Баррі, який озвучив Хаба, повернувся в «Червоний карлик» вже в якості Арнольда Ріммера. Скетчі про Дейва Голлінза можна було знайти на DVD-виданнях сезонів з п'ятого по восьмий.